# WFDC6
WFDC6 (англ. WAP four-disulfide core domain 6) – білок, який кодується однойменним геном, розташованим у людей на довгому плечі 20-ї хромосоми. Довжина поліпептидного ланцюга білка становить 131 амінокислот, а молекулярна маса — 14 626.
| 10         |  | 20         |  | 30         |  | 40         |  | 50         |
| ---------- |  | ---------- |  | ---------- |  | ---------- |  | ---------- |
| MGLSGLLPIL |  | VPFILLGDIQ |  | EPGHAEGILG |  | KPCPKIKVEC |  | EVEEIDQCTK |
| PRDCPENMKC |  | CPFSRGKKCL |  | DFRKIYAVCH |  | RRLAPAWPPY |  | HTGGTIKKTK |
| ICSEFIYGGS |  | QGNNNNFQTE |  | AICLVTCKKY |  | H          |  |            |

A: Аланін

C: Цистеїн

D: Аспарагінова кислота

E: Глутамінова кислота

F: Фенілаланін

G: Гліцин

H: Гістидин

I: Ізолейцин

K: Лізин

L: Лейцин

M: Метіонін

N: Аспарагін

P: Пролін

Q: Глутамін

R: Аргінін

S: Серин

T: Треонін

V: Валін

W: Триптофан

Кодований геном білок за функціями належить до інгібіторів протеаз, інгібіторів серинових протеаз. 
Задіяний у такому біологічному процесі, як альтернативний сплайсинг. 
Секретований назовні.